# Ja, Zoo
Ja, Zoo é o terceiro álbum do músico japonês hide, lançado em 21 de novembro de 1998 e único lançado sob o nome de hide with Spread Beaver. É também o seu último álbum de estúdio, devido a sua morte em 2 de maio, enquanto as gravações ainda estavam ocorrendo.
É o seu álbum mais vendido, alcançando a 2ª colocação nas paradas da Oricon Albums Chart e tendo vendido mais de 1,4 milhões de cópias. Em novembro de 1998, foi certificado Disco de Platina Tripla pela RIAJ.

## Visão geral
É o único álbum de estúdio a ser lançado pelo nome hide with Spread Beaver; Hide tinha re-intitulado seu projeto solo para incluir formalmente sua banda ao vivo. Foi concluída sem ele, devido à sua morte em 2 de maio de 1998.
Embora os créditos de todas as músicas sejam de hide, seu nível final de envolvimento no produto final não está totalmente certo. Em junho de 1998, o baixista do Zilch, Paul Raven, disse em uma entrevista: "Ele estava sob muita pressão para terminar seu disco solo. Ele tinha três músicas concluídas no dia anterior à sua morte e agora misteriosamente um álbum completo está sendo lançado nove dias antes do nosso." No entanto, o irmão e gerente de hide, Hiroshi escreveu em seu livro de 2010 Brothers: Recollections of hide, que no momento da sua morte hide tinha seis das dez canções concluídas para o álbum. Isto é apoiado pelo fato de que é dado crédito a INA pelos arranjos adicionais em quatro canções. O lançamento do álbum foi adiado para 21 de novembro de 1998, com o álbum de estréia do Zilch 3.2.1., lançado em 23 de julho de 1998 e incluindo a canção "Inside the Pervert Mound", que é uma versão em inglês de "Leather Face".
Eric Westfall, um dos engenheiros de gravação e mixagem do álbum, revelou que uma semana depois da morte de hide, ele e o INA tiveram um momento emocionalmente difícil para terminar o álbum, já que as emissoras de televisão que estavam no estúdio ainda mostravam e falavam sobre o músico morto Ele disse que o INA teve uma tarefa particularmente difícil com os vocais para "Hurry Go Round", que não foram totalmente gravados e têm um tema "pesado" ou liricamente sombrio para eles. Westfall passou a afirmar que o trabalho do hide é o melhor material com que já trabalhou.
Uma canção chamada "Co Gal" foi originalmente gravada inicialmente para o álbum, mas não foi concluída após a morte de hide. Dezesseis anos mais tarde, a canção foi terminada e lançada comercialmente depois que a Yamaha utilizou sua tecnologia de Vocaloid para imitar a voz do músico falecido.

## Faixas
Todas as canções compostas por hide.
| Lista de faixas |                                       |         |  |
| N.º             | Título                                | Duração |  |
| 1.              | "Spread Beaver"                       | 3:24    |  |
| 2.              | "Rocket Dive"                         | 3:41    |  |
| 3.              | "Leather Face"                        | 4:05    |  |
| 4.              | "Pink Spider"                         | 3:42    |  |
| 5.              | "Doubt '97 (Mixed LEMONed Jelly Mix)" | 3:53    |  |
| 6.              | "Fish Scratch Fever"                  | 3:46    |  |
| 7.              | "Ever Free"                           | 3:39    |  |
| 8.              | "Breeding"                            | 5:02    |  |
| 9.              | "Hurry Go Round"                      | 5:04    |  |
| 10.             | "Pink Cloud Assembly"                 | 2:21    |  |